# دانشگاه تعلیم و تربیت ربانی کابل
دانشگاه تعلیم و تربیت ربانی کابل (به لاتین: Kabul Education University of Rabbani) یک دانشگاه دولتی در کابل، افغانستان است. این مرکز در ابتدا به عنوان مرکز آموزش معلمان در دهه ۱۹۹۰ خدمت کرد و مدارک لیسانس را به دانشجویان خود با کمک یونسکو اعطا کرد. در زمان صدارت برهان‌الدین ربانی به انستیتوی تعلیم و تربیت تبدیل شد و به وزارت تحصیلات عالی منتقل شد. در سال ۲۰۰۳ به این دانشگاه عنوان دانشگاه منشور رسمی داده شد. دانشگاه تعلیم و تربیت ربانی کابل یکی از بهترین مؤسسات آموزشی در افغانستان است که بر اساس رتبه‌بندی ملی در میان ۵ دانشگاه برتر قرار دارد، که این نتیجه چشمگیر در کمتر از ۲۰ سال به‌دست آمده است.

## محوطه دانشگاه
محوطه دانشگاه در ناحیه افشار کابل در میدان شهید ربانی، چهارراهی شمع کابل می‌باشد.

## ترکیب‌بندی
نسبتا کوچک است و به طور متوسط حدود ۵۰۰۰ دانشجو را آموزش می‌دهد.

## سازماندهی و مدیریت
این دانشگاه توسط وزارت آموزش عالی اداره می‌شود. مدیریت روزانه بر عهده زیب الله اسدی صدراعظم است.
دانشکده‌ها و بخش‌ها
- این دانشگاه دارای ۶ دانشکده و ۲۱ بخش می باشد:

- علوم اجتماعی - گروه‌های مطالعات فرهنگی اسلامی، تاریخ، جغرافیا و جامعه‌شناسی

- زبان و ادبیات - بخش‌های دری، پشتو، عربی، روسی و انگلیسی

- علوم طبیعی - بخش‌های شیمی، زیست‌شناسی، فیزیک، ریاضی و علوم کامپیوتر

- تربیت بدنی - بخش‌های تئوری ورزش، ورزش‌های انفرادی و ورزش‌های گروهی

- مطالعات ویژه - بخش‌های بینایی و شنوایی

- روانشناسی - گروه روانشناسی عمومی و گروه روانشناسی مشاوره